# Paul Buchheit
Paul T. Buchheit (Webster, 7 novembre 1977) è un ingegnere e imprenditore statunitense che ha creato  Gmail. Ha sviluppato il prototipo originale di Google AdSense come parte del suo lavoro su Gmail. Ha anche suggerito nel 2000, dopo il motto iniziale creato nel 1999 dall'ingegnere Amit Patel, un altro motto  della società  Google, Don't be evil.

## Biografia
Buchheit è cresciuto a New York. Ha frequentato la Case Western Reserve University di Cleveland, Ohio, dove ha studiato informatica e canottaggio.

## Carriera
Buchheit ha lavorato presso Intel e in seguito è diventato il 23esimo dipendente presso Google. In Google ha iniziato a sviluppare Gmail nel 2001, con le sue innovazioni nella ricerca e nell'archiviazione. Ha anche lavorato al prototipo di quello che sarebbe diventato AdSense. Lasciando Google nel 2006, Buchheit ha avviato FriendFeed, lanciato nel 2007 con il partner Bret Taylor.